# Cucullia rivulorum
Cucullia rivulorum là một loài bướm đêm trong họ Noctuidae.